# جزيرة تل بني عمران
قرية جزيرة تل بني عمران هي إحدى القرى التابعة لمركز دير مواس بمحافظة المنيا في جمهورية مصر العربية. حسب إحصاءات سنة 2006، بلغ إجمالي السكان في جزيرة تل بني عمران 5792 نسمة، منهم 2919 رجلا و2873 امرأة.